# Van Zylsrus
Van Zylsrus is een dorpje gelegen in de gemeente Joe Morolongin de Zuid-Afrikaanse provincie Noord-Kaap. Het ligt aan de oever van de Kurumanrivier, ongeveer 105 km noordwestelijk van Hotazel en is gelegen aan de regionale weg R31, die hier een gruisweg is. Er staat maar zelden water in de rivier. Het dorpje ligt op de zuidelijke grens van de Kalahariwoestijn. Het is ook de dichtstbijzijnde nederzetting tot Het Kalahari Meerkat Project, het filmen van natuurfilms zoals Meerkat.